# Jabria
Jabria (franska: Jabria (Commune Rurale), arabiska: بوحمام) är en kommun i Marocko.   Den ligger i provinsen Sidi Bennour och regionen Casablanca-Settat, 210 km sydväst om huvudstaden Rabat. Antalet invånare är 17 654.